# Duane Ward
Roy Duane Ward (né le 28 mai 1964 à Park View, Nouveau-Mexique, États-Unis) est un ancien lanceur de relève droitier des Ligues majeures de baseball. 
Après avoir fait ses débuts en 1986 chez les Braves d'Atlanta, il évolue du reste de l'année 1986 à 1993, puis en 1995, pour les Blue Jays de Toronto. Il fait partie des équipes championnes des Séries mondiales de 1992 et 1993, mène la Ligue américaine pour les sauvetages en 1993 et honore sa seule invitation au match des étoiles la même année.

## Carrière
Duane Ward est le 9e joueur choisi au total par une équipe du baseball majeur lors du repêchage des joueurs amateurs en 1982. Il devient alors le joueur originaire du Nouveau-Mexique à avoir été repêché le plus tôt, avec Jim Kremmel, également un 9e choix total en 1971 ; le record tient jusqu'à ce que le deuxième choix total du repêchage 2015 soit Alex Bregman, d'Albuquerque.
Ward, un lanceur droitier, fait ses débuts dans la Ligue majeure de baseball avec les Braves d'Atlanta le 12 avril 1986. Il ne joue que 12 matchs pour Atlanta, accordant 16 points mérités en seulement 18 manches lancées, avant d'être le 6 juillet 1986 échangé aux Blue Jays de Toronto contre le lanceur droitier Doyle Alexander. Après une poignée de matchs pour Toronto en 1986 et 1987, il s'avère un releveur efficace pour les Blue Jays dès 1988 avec une moyenne de points mérités de 3,30 en 111 manches et deux tiers de travail. Il enchaîne 6 saisons consécutives de plus de 100 manches lancées en relève, menant le baseball majeur avec 81 sorties au monticule en 1991. Cette année-là, il maintient une moyenne de points mérités de 2,77 en 107 manches et un tiers et termine au 9e rang du vote désignant le vainqueur du trophée Cy Young du meilleur lanceur de la Ligue américaine. En 1992, sa moyenne de points mérités de 1,95 en 101 manches et un tiers est la meilleure de sa carrière.
Généralement dans l'ombre de Tom Henke, le stoppeur étoile des Blue Jays, Ward réalise néanmoins sa part de sauvetages chaque année : 15 chaque fois lors des saisons 1988 et 1989, 11 en 1990, 23 en 1991 et 12 en 1992. Lorsque Henke quitte Toronto, Ward prend le poste de stoppeur en 1993 et termine premier de la Ligue américaine avec 45 victoires protégées. Il honore à la mi-saison sa seule invitation en carrière au match des étoiles et termine 3e du vote de fin d'année pour le trophée Cy Young du meilleur lanceur.
Souffrant d'une tendinite à un biceps, il ne joue aucun match en 1994 et ne réintègre les Jays que pour quatre matchs, les derniers de sa carrière dans les majeures, en 1995.
En 462 matchs en carrière dans le baseball majeur, tous en relève sauf deux comme lanceur partant et 452 d'entre eux avec Toronto, Duane Ward a maintenu une moyenne de points mérités de 3,28 en 666 manches et deux tiers lancées. Il compte 32 victoires, 37 défaites, 121 sauvetages et 679 retraits sur des prises.
Duane Ward participe aux séries éliminatoires avec Toronto en 1989, 1991, 1992 et 1993. Il fait partie des équipes des Blue Jays de Toronto qui remportent deux Séries mondiales. Sa moyenne de points mérités se chiffre à 4,74 en 24 manches et deux tiers lancées en éliminatoires, une performance moins reluisante que ses statistiques en saison régulière. Cependant, ces chiffres sont tirés vers le bas par de chancelantes sorties dans les quatre Séries de championnat auxquelles il a pris part. En revanche, il n'a accordé qu'un point mérité en 8 manches lancées dans les Séries mondiales, réalisé deux sauvetages et enregistré trois victoires. Il blanchit les Braves d'Atlanta en 4 sorties durant la Série mondiale 1992, et ne donne qu'un point en 4 manches et deux tiers aux Phillies de Philadelphie lorsque les Jays remportent la Série mondiale 1993 pour leur deuxième titre consécutif.